# Klif Dankua Akurang
Klif Dankua Akurang (engl. Cliff Danquah Akurang; Akra, 27. februar 1981) je fudbaler koji trenutno radi kao jedan od trenera fudbalskog kluba Bišops Stortford.

## Rani zivot
Akurang je rođen u Akri, glavnom gradu Gane.

## Karijera
Nakon plodnih čarolija u Hejbridž Sviftsu i Turoku, pridružio se Dagenamu i Redbridžu, a zatim Histonu. Pronašao je svoju formu na stadionu Bridž Roadu, zabeleživši nekoliko golova u prvoj polovini sezone 2007-08 - uključujući het-trik protiv Torkuj Junajteda. Njegove predstave privukle su pažnju Barneta, za kojeg je potpisao u januaru 2008. godine. Međutim, on se borio za formu na Anderhilu, stadionu Barneta, a u martu 2009, pridružio se Vejmutu na pozajmici. U leto 2009. godine pridružio se Rušdenu i Dajmondsu na godišnjoj pozajmici. Akurang je pušten Barnet na kraju sezone 2009-10 i vratio se Turoku na jednogodišnji ugovor, napuštajući 1. novembra 2010. godine. Prešao je u Majdenhed u novembru 2010. i Brajntri na svoj trideseti rođendan, 27. februara 2011. godine. Dana 12. septembra 2015, objavljeno je da se Akurang priključio Bilrikaju, ali se preselio na lokalne rivale Kanvij u februaru 2016.

## Menadzerska karijera
U decembru 2014, Akurang je imenovan za menadžera Hejbridž Sviftsa, nakon odlaska prethodnog menadžera Kejta Hila. On je otpušten 8. septembra 2015. iz Hejbridž Sviftsa.